# 李文钊
李文钊（1935年—），男，上海人，中国物理化学家、催化化学家，曾任中国科学院大连化学物理研究所副所长、研究员，中国化学会理事。